# Richard Weigl
Richard Weigl (* 9. August 1878 in Krems-Egelsee, Niederösterreich; † 2. August 1945 in Wien) war ein österreichischer Politiker der Christlichsozialen Partei (CSP) und später des Landbundes (LBd).

## Ausbildung und Beruf
Nach dem Besuch der Volks- und der 
Realschule besuchte er eine Ackerbauschule in Feldsberg. Danach ging er an eine Höhere Lehranstalt für Wein- und Obstbau in Klosterneuburg. Er wurde Landwirtschaftslehrer an der Hochschule für Bodenkultur in Wien. Er verfasste auch zahlreiche Broschüren über Wein- und Obstbau und die Landwirtschaft. Zuletzt war er Direktor des Niederösterreichischen Landesmusterkellers.

## Politische Funktionen
- Präsident des landwirtschaftlichen Bezirksvereins Krems

## Politische Mandate
- 1. Juli 1919 bis 9. November 1920: Mitglied der Konstituierenden Nationalversammlung, CSP
- 10. November 1920 bis 4. Juli 1923: Mitglied des Nationalrates (I. Gesetzgebungsperiode), CSP
- 2. Dezember 1930 bis 2. Mai 1934: Mitglied des Nationalrates (IV. Gesetzgebungsperiode), LBd